# Amália Hoje
Amália Hoje es un álbum lanzado el 27 de abril de 2009, por el proyecto de pop portugués Hoje, liderado por el músico Nuno Gonçalves (The Gift). Se presentó en el centro cultural de Belém en Lisboa el 1 de abril de 2009, ya que se cumplen diez años de la muerte de Amália Rodrigues. 
Amália Hoje es un álbum con fados de Amália Rodrigues pero con la sonoridad del pop actual.
El álbum, que fue editado por La Folie y Valentim de Carvalho Multimédia, tuvo como single de lanzamiento el tema Gaivota, con la voz de Sónia Tavares.
Nuno Gonçalves es quien firma la selección de canciones, los arreglos y la dirección musical del grupo al que le da voz Sónia Tavares, vocalista de The Gift, Fernando Ribeiro, de Moonspell y Paulo Praça (ex Turbo Junkie y Plaza).
Nuno Gonçalves describe Amália Hoje como "un disco épico, muy orgánico, aunque pesado en términos de producción", ya que se grabó en Londres con la London Session Orchestra y fue mezclado en Dublín y Madrid.

## Temas
1. Fado Português (Sónia Tavares/Fernando Ribeiro/Paulo Praça)
2. Grito (Fernando Ribeiro/Sónia Tavares)
3. Gaivota (Sónia Tavares)
4. Nome da Rua (Paulo Praça)
5. Formiga Bossa Nova (Fernando Ribeiro/Paulo Praça/Sónia Tavares)
6. Medo (Sónia Tavares)
7. Abandono (Paulo Praça/Sónia Tavares)
8. L`important c`est la rose (Paulo Praça/Fernando Ribeiro)
9. Foi Deus (Sónia Tavares/Paulo Praça)

## Ventas
Inmediatamente después de su lanzamiento, el 27 de abril de 2009, Amália Hoje lideró las listas de ventas en Portugal durante más de 20 semanas, convirtiéndose en disco de platino (más de 20000 discos vendidos) a principios de junio. En noviembre de 2009 alcanzó el triple disco de platino y se convirtió en el disco más vendido en Portugal en 2009.